# 成美大学短期大学部
成美大学短期大学部（せいびだいがくたんきだいがく、英語: Seibi Junior College）は、京都府福知山市堀3370に本部を置いていた日本の私立大学である。1950年に設置され、2017年に廃止された。

## 概観

### 大学全体
京都府福知山市堀にあった日本の私立短期大学。学校法人成美学園により運営されていた。1950年に山陰短期大学として設置された。その後、1学科1専攻からなる共学の単科短大となっていた。併設校であった成美大学は2016年に福知山公立大学に移行し、高校野球で甲子園出場の実績をもつ福知山成美高等学校が併設校となっていた。2016年度から学生募集を停止し、2017年3月に閉校した。

### 教育および研究
- 食物栄養専攻：栄養士を育成する教育課程。

### 学風および特色
- 2014年度、短期大学基準協会における第三者評価の結果、「適格」認定を受けていた。

## 沿革
- 1871年 西垣尭民により愛花草舎が創設される。
- 1877年 西垣成美塾と改称。
- 1910年 西垣成美學となる。
- 1924年 福知山商業学校創立。
- 1941年 福知山高等商業学校設置。
- 1944年 福知山工業専門学校を設置。
- 1950年 学制改革により山陰短期大学（さんいんたんきだいがく）を設置。
- 1956年 山陰短期大学（商科）を京都短期大学（商経科）に改称。
- 1968年 家政科を増設。
- 1970年 家政科を専攻分離。
  - 被服専攻
  - 食物栄養専攻
- 1982年 家政科被服専攻を家政専攻に改称。
- 1987年 家政科家政専攻を生活文化専攻に改称。
- 1997年 家政科に生活福祉専攻を設置。
- 2000年 京都短期大学商経科を改組転換して京都創成大学（経営情報学部経営情報学科）を創設。
家政科を生活福祉科に改称。生活福祉専攻を介護福祉専攻に改称。
- 2010年 京都創成大学を成美大学に改称し、それに伴って京都短期大学を成美大学短期大学部に改称。
介護福祉専攻の募集を停止。
- 2012年 生活福祉科介護福祉専攻を廃止。
- 2015年 食物栄養専攻の募集をこの年度で終了。
- 2017年3月31日 閉校[1]。

## 基礎データ

### 所在地
- 京都府福知山市堀3370

### 交通アクセス
- JR福知山線福知山駅下車。同駅から京都交通市内循環バスで「小谷ヶ丘」または「平和公園前」バス停留所で下車するのが最も便利であった。

## 教育および研究

### 学科
- 生活福祉科
  - 食物栄養専攻

#### 学科の変遷
- 商経科：募集は1999年度まで。
- 家政科→生活福祉科
  - 被服専攻→家政専攻→生活文化専攻：募集は1996年度まで
  - 生活福祉専攻→介護福祉専攻：募集は2010年度まで
  - 食物栄養専攻：募集は2015年度まで

#### 取得資格について
資格
- 栄養士：食物栄養専攻にて取得できるようになっていた。その他フードスペシャリスト、フードサイエンティスト、社会福祉主事任用資格も取得が可能であった。

## 学生生活

### 部活動・クラブ活動・サークル活動
- 成美大学短期大学部のサークル活動
  - 文化系：ハービストサークル・歌謡サークル・ガーデンフラワー愛好会・食品表示を学ぶ会・ECOサークル・ピクニック会・Marching

### 学園祭
- 学園祭は元々「成美祭」と呼ばれていたが、京都創成大学が併設されてからは「芙蓉祭」という名称に変更された。2010年度は10月30日・31日に行われた。

## 大学関係者と組織

### 大学関係者
- 内山昭

## 施設

### キャンパス
- メディアセンター：図書館としての役割があった。所蔵資料はおよそ65,000冊であった。
- 2号館
- 3号館
- 情報処理実習室
- 体育館

### 学生食堂
- 「芙蓉ホール」と呼ばれる施設内にあった。

## 対外関係

### 併設校
- 福知山成美高等学校

## 卒業後の進路について

### 就職について
- 魚国総本社京都支社・一富士フードサービス・ふくし事業共同組合・マルタマフーズ・ナリコマフーズ・ホスピタルフードサービス・シダックス・日清医療食品・つくし保育園・みどり保育園・ひかり保育園・龍雲寺保育園・峰山福祉会・みつみ福祉会・京都協立病院・舞鶴市民病院・東テスティパル・テスティパル・JAたじま・クワハウス岩滝・大嶋カーサービス・三越屋呉服店・岩坪医院・伏見屋旅館・佐川急便・日東薬品工業・朋昆・その他

### 編入学・進学実績
- 福知山公立大学（旧・成美大学、旧々・京都創成大学）・兵庫大学・関西福祉大学・日本福祉大学・佛教大学・千里金蘭大学・その他